# Pelegrina edrilana
Pelegrina edrilana là một loài nhện trong họ Salticidae.
Loài này thuộc chi Pelegrina. Pelegrina edrilana được Maddison miêu tả năm 1996.